# Bataille de Grolle
Pour les articles homonymes, voir siège de Groenlo.

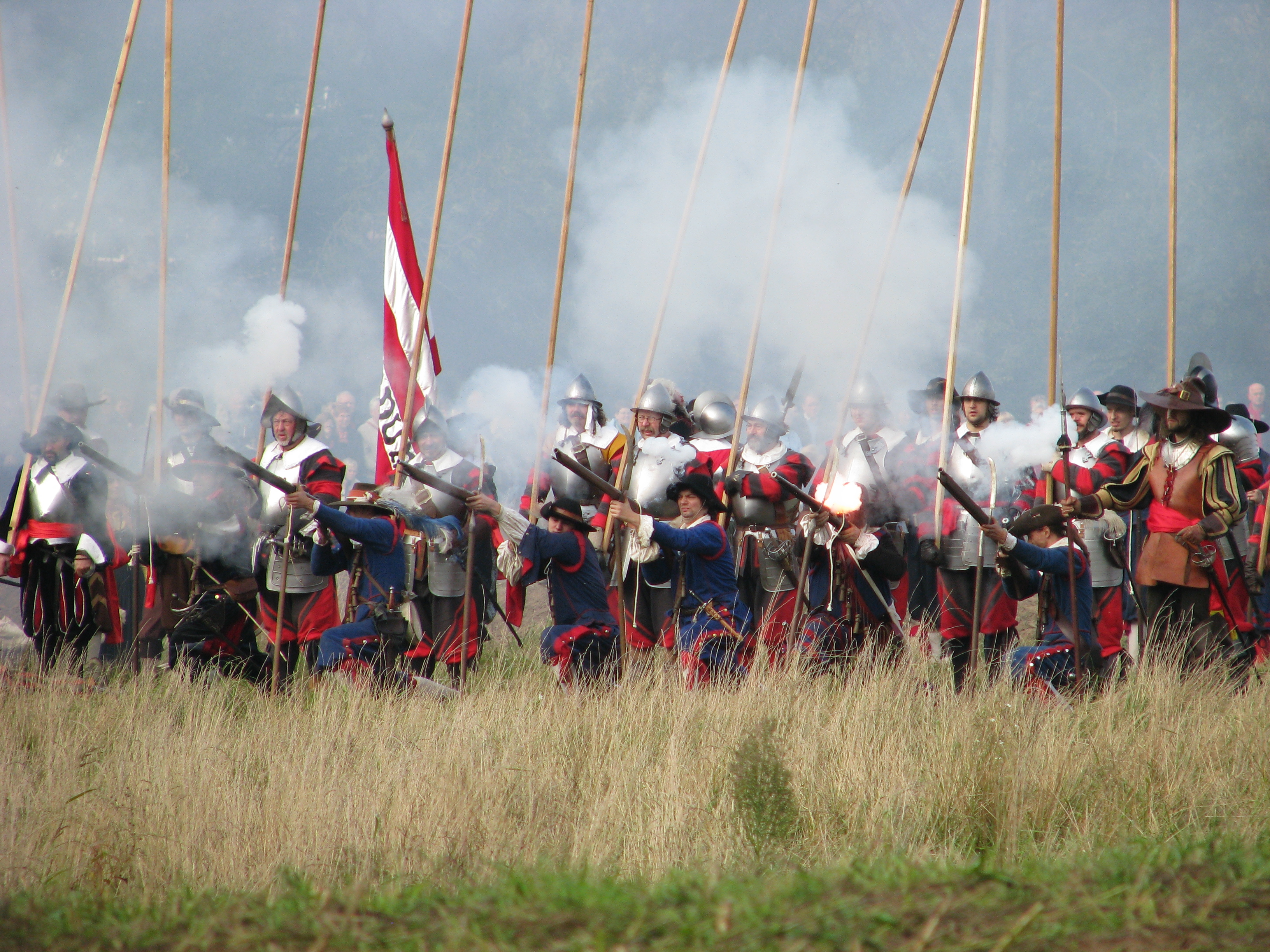
Les troupes hollandaises tirent une salve sur les bateries.

La bataille de Grolle ou le Slag om Grolle est une reconstitution historique du siège de Groenlo (aussi connue comme Grol ou Grolle) dans le Achterhoek, siège qui a eu lieu en 1627 durant la guerre de Quatre-Vingts Ans. La reconstitution a lieu dans et autour de Groenlo elle-même tous les deux ans. L'événement dure trois jours et comporte une reconstitution historique de la bataille et une foire historique, avec des participants venus de plusieurs pays d'Europe. Durant cette manifestation, les acteurs essaient de retrouver les conditions de 1627 aussi fidèlement que possible, vivant sans électricité ou chauffage, se nourrissant avec des produits traditionnels.

## Description
L'événement s'est tenu pour la première fois en 2005, avec environ 350 participants, parmi lesquels des gens armés de piques, d'épées, environ 100 mousquetaires et des cannoniers. En octobre 2008, l'événement a été organisé pour la deuxième fois, cette fois avec plus de 600 participants de France, d'Allemagne, d'Angleterre, d'Écosse, de la République tchèque et des Pays-Bas. L'événement 2008 rassemblait des cavaliers, 21 canonniers et plus de 250 mousquetaires. Le Kanon Grols, laissé en cadeau à la population de Groenlo par Frédéric-Henri d'Orange-Nassau en 1627, a également été utilisé. Le groupe de musique folk de Montferland "Het Gezelschap" a même composé la chanson Grol comme chanson thème pour l'édition 2008. Dans les rues de Groenlo elle-même, une atmosphère du XVIIe siècle est recréée, faite de mendiants, de coquins des rues, de lépreux, de musiciens et d'artisans. Plus de 30 000 personnes sont venues visiter l'événement de 2012, et il a donc été décidé par les organisateurs de la tenir tous les deux ans. À l'exception, la prochaine édition s'est tenue en octobre 2015, concomitante l'anniversaire quatre cents de la bière Grolsch, qui a pris naissance à Groenlo.

## Galerie

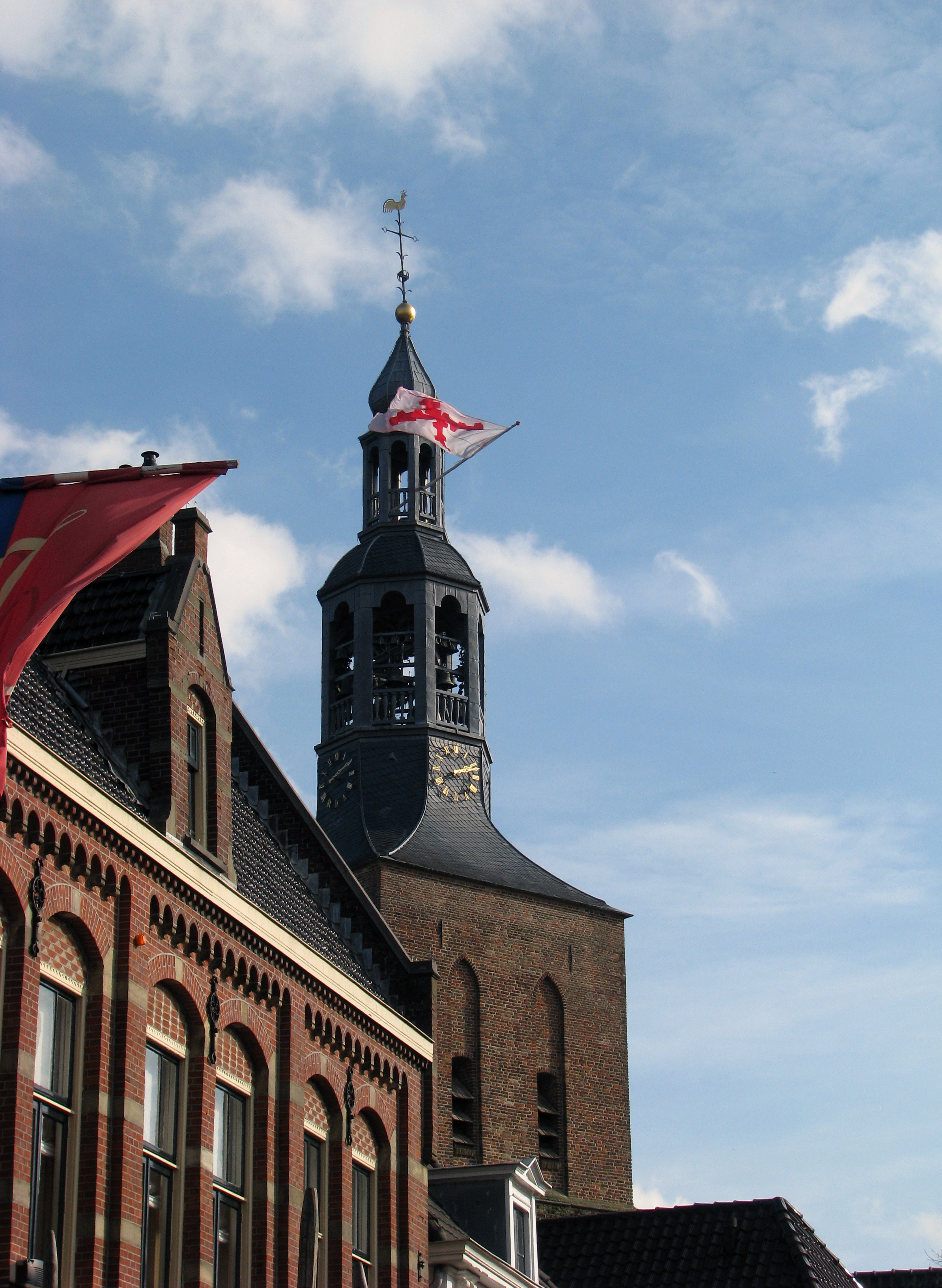
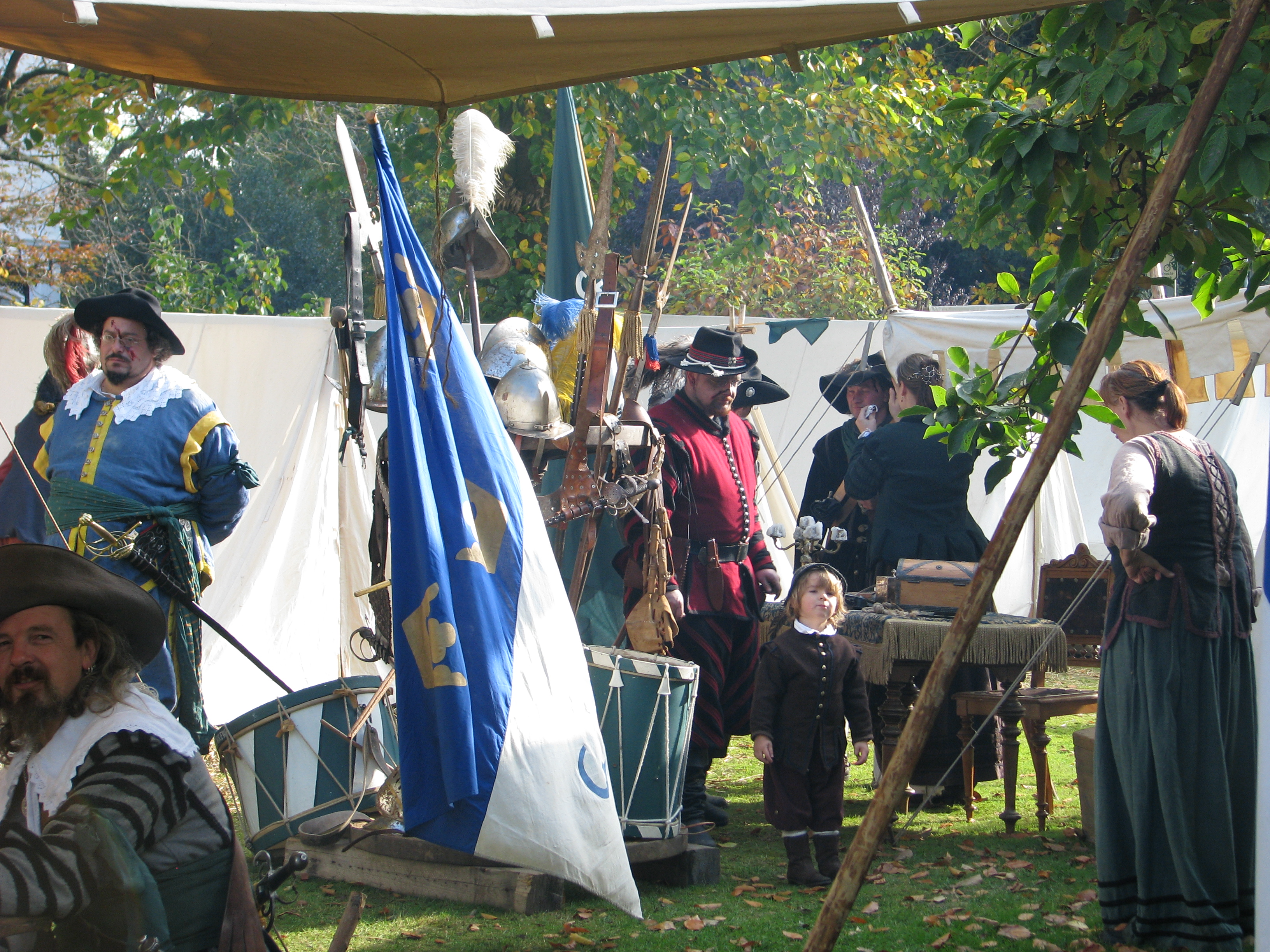
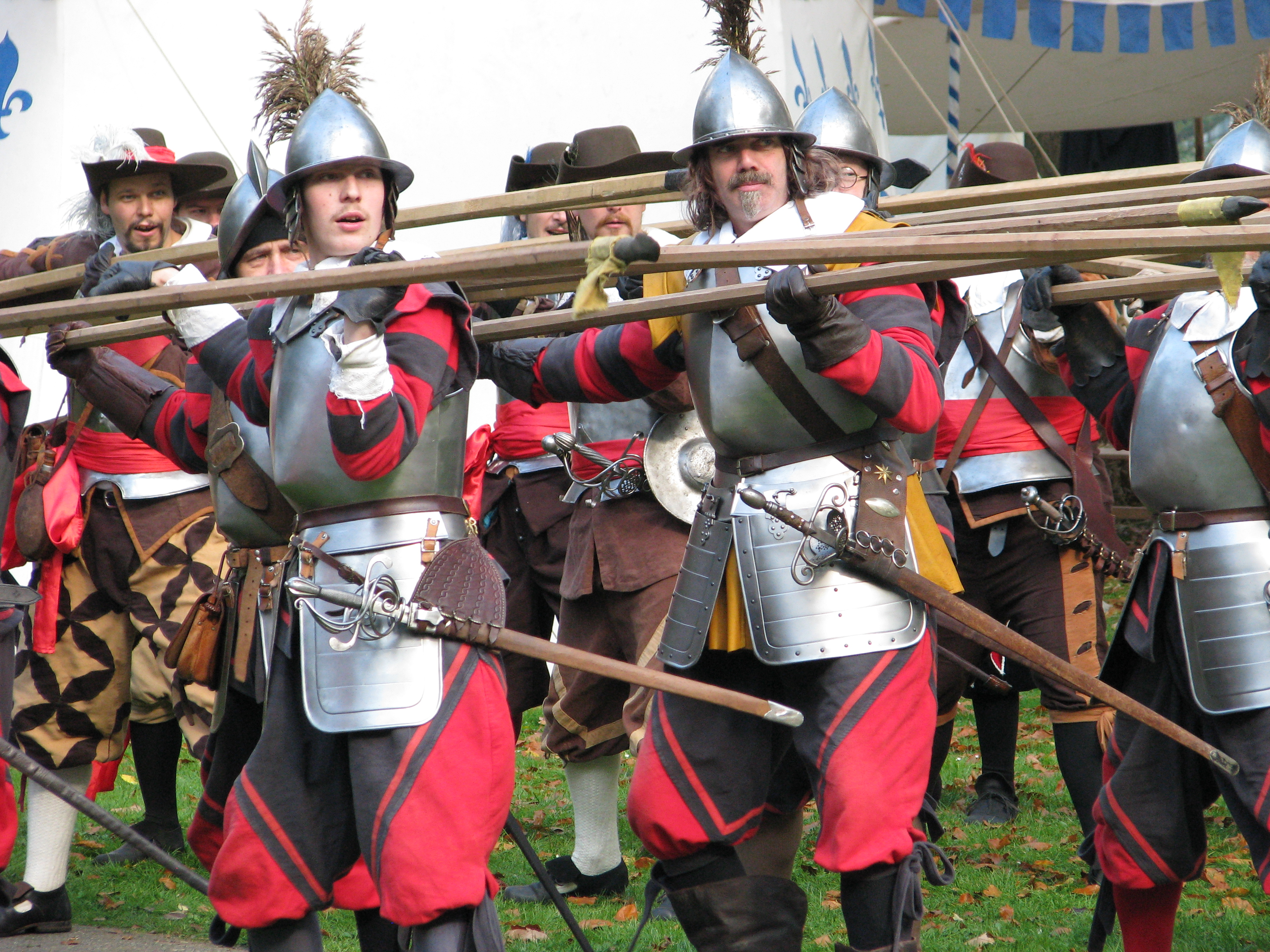
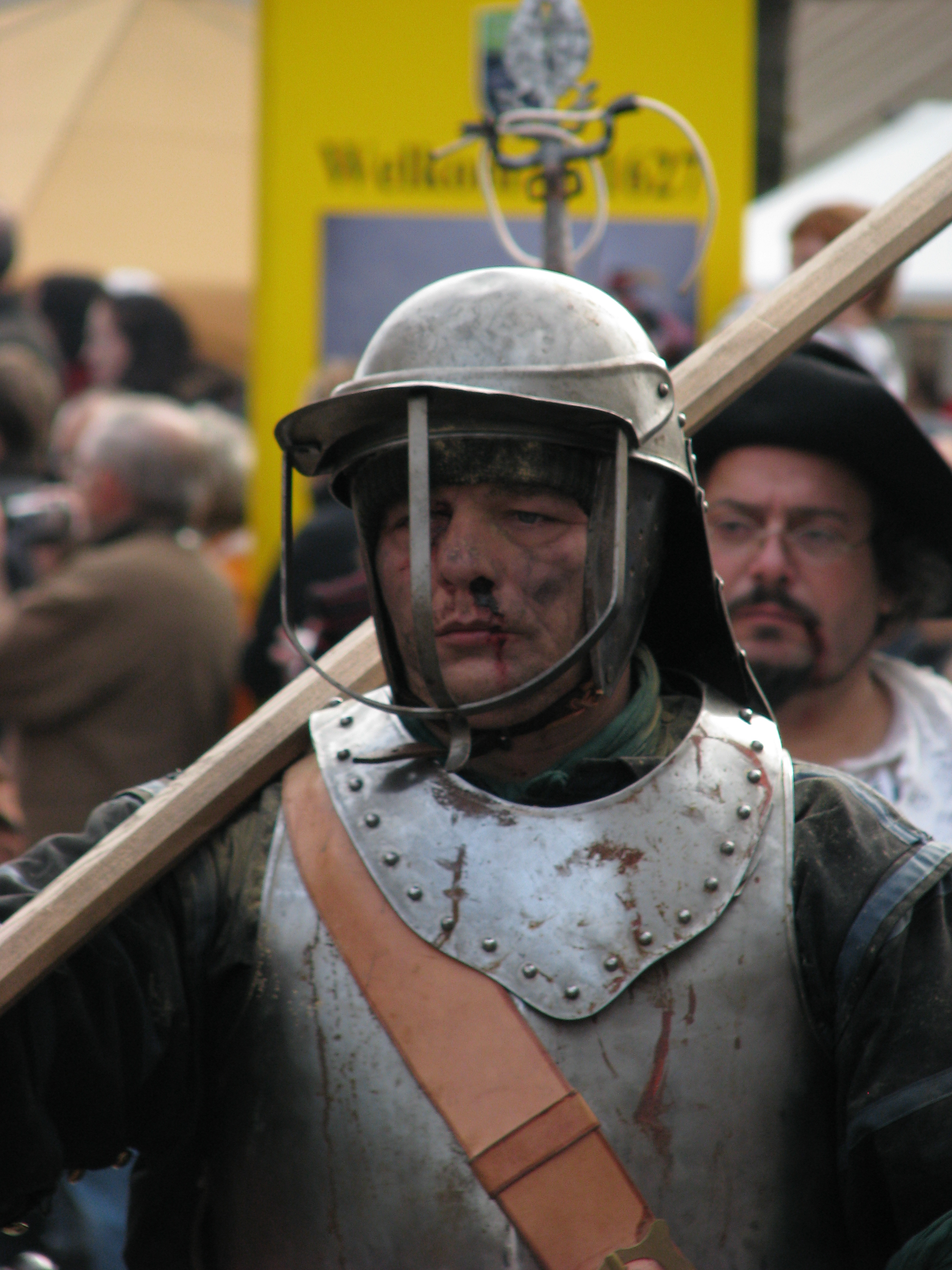
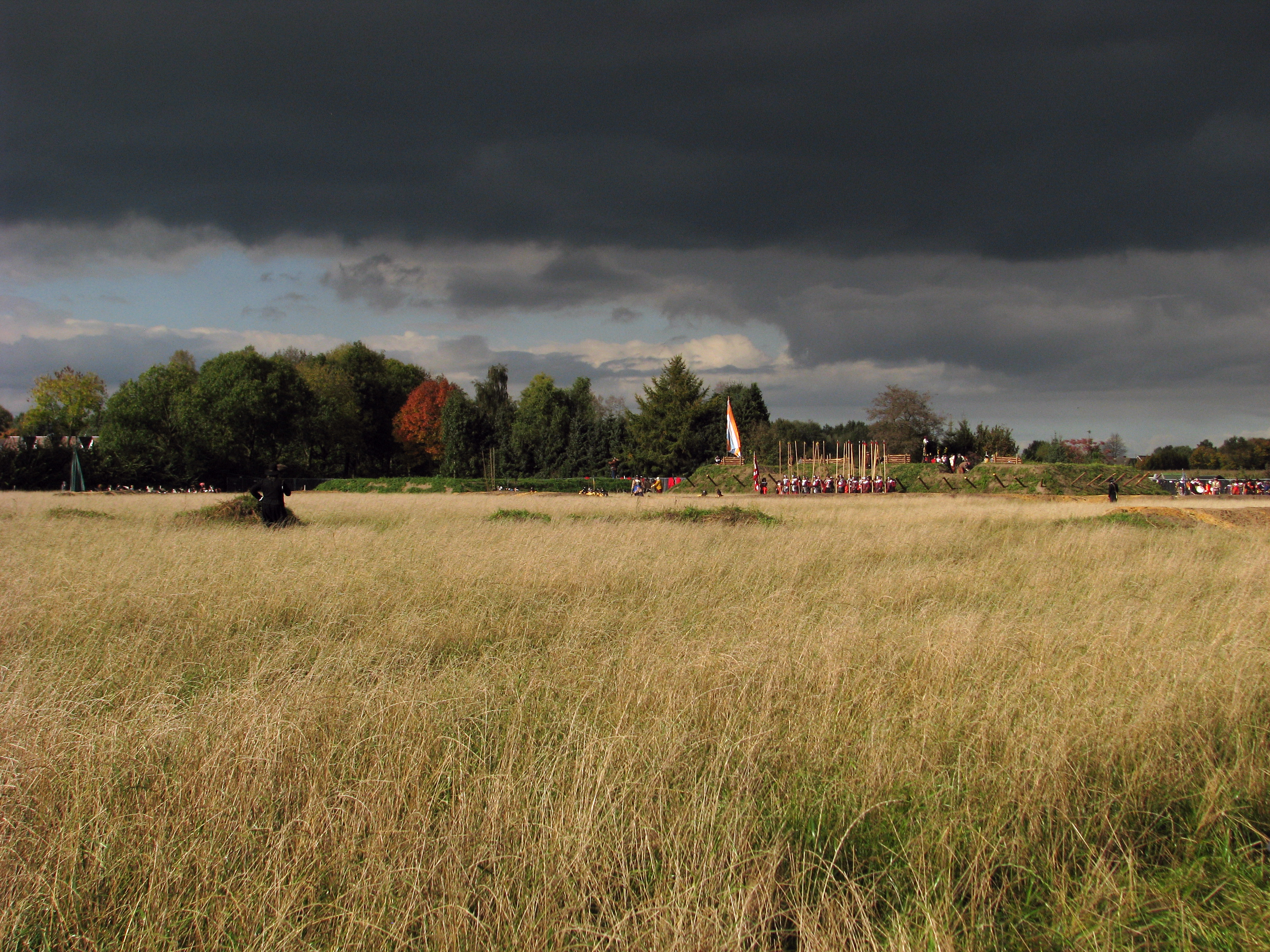
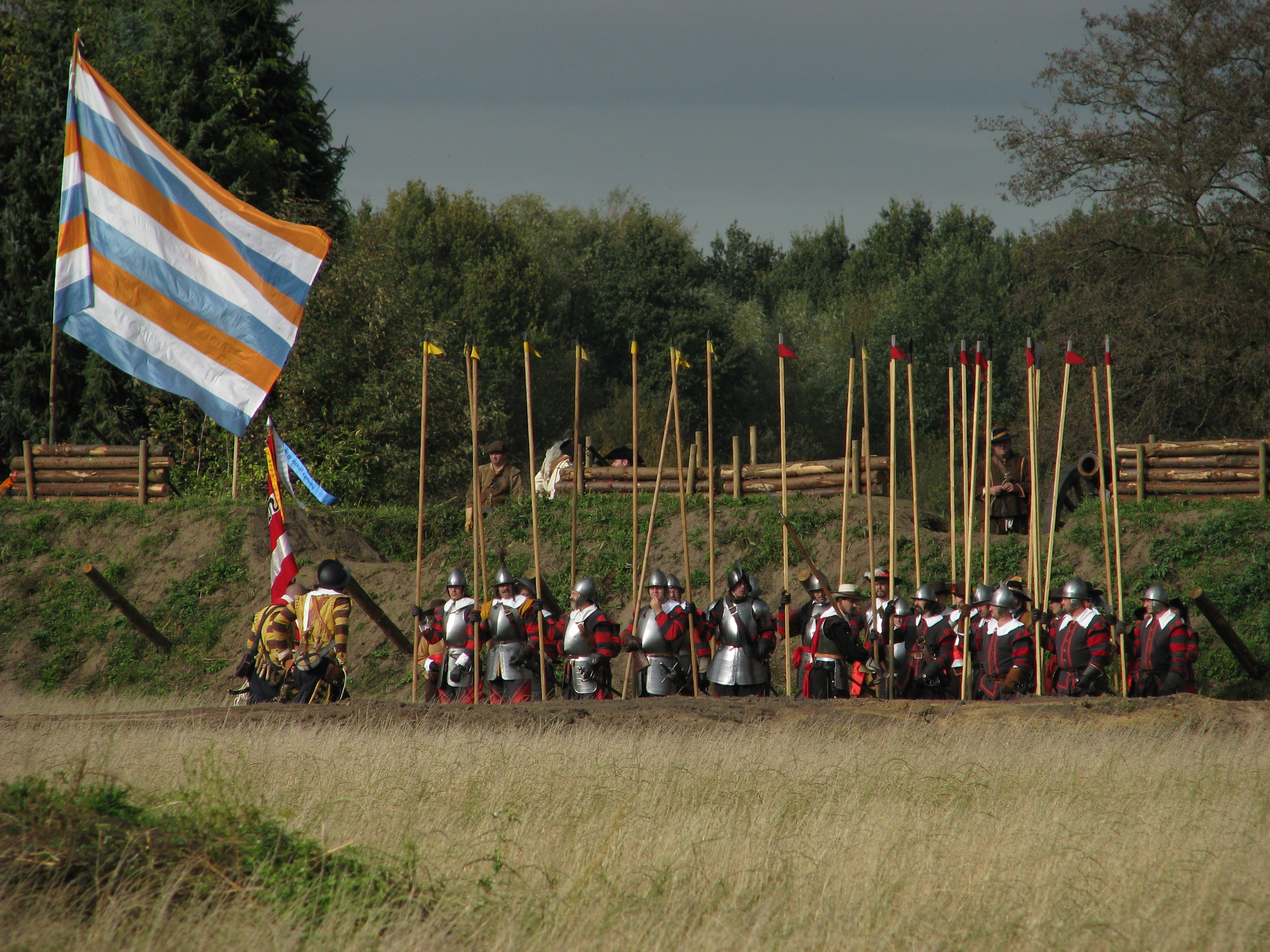
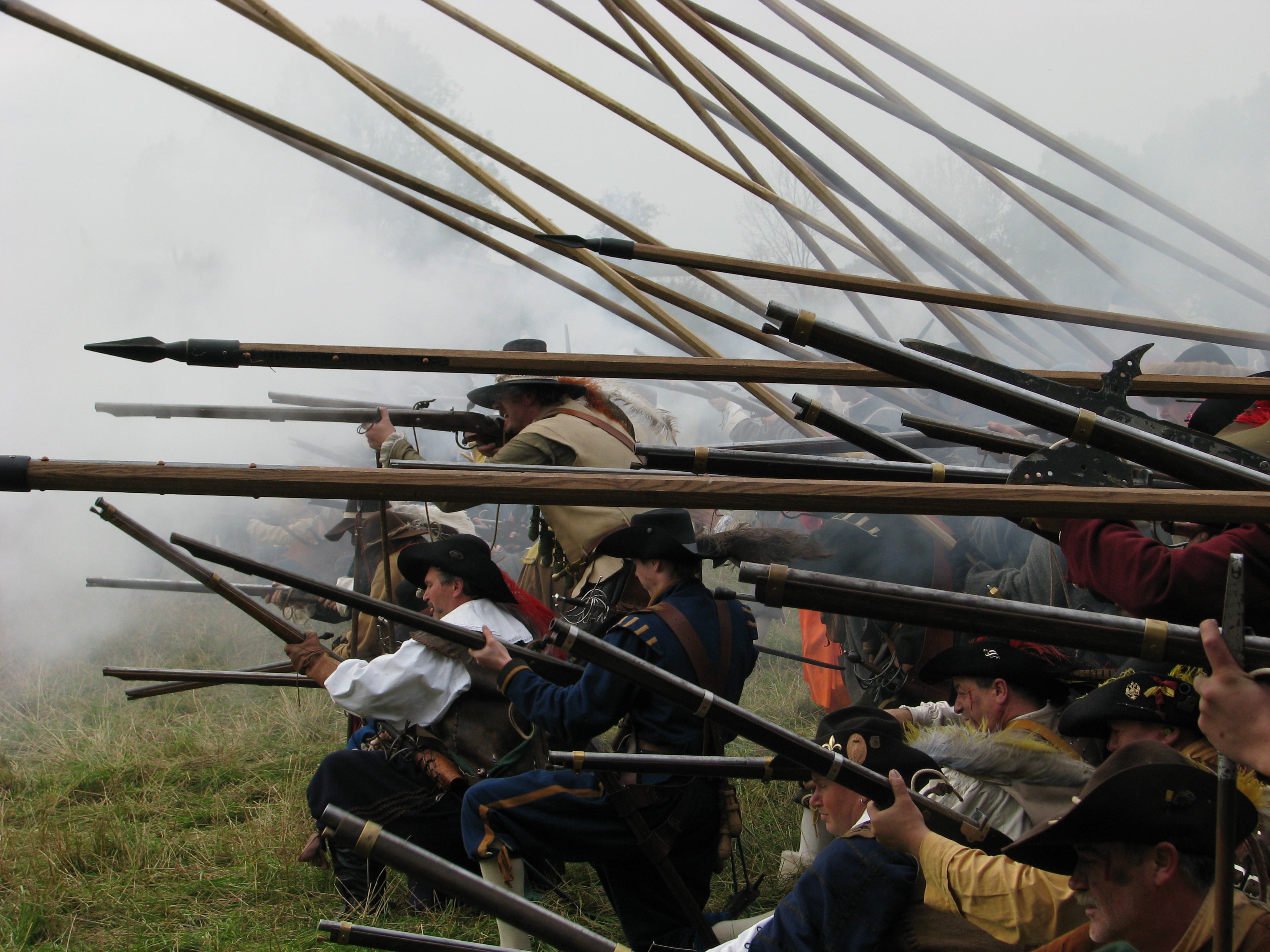
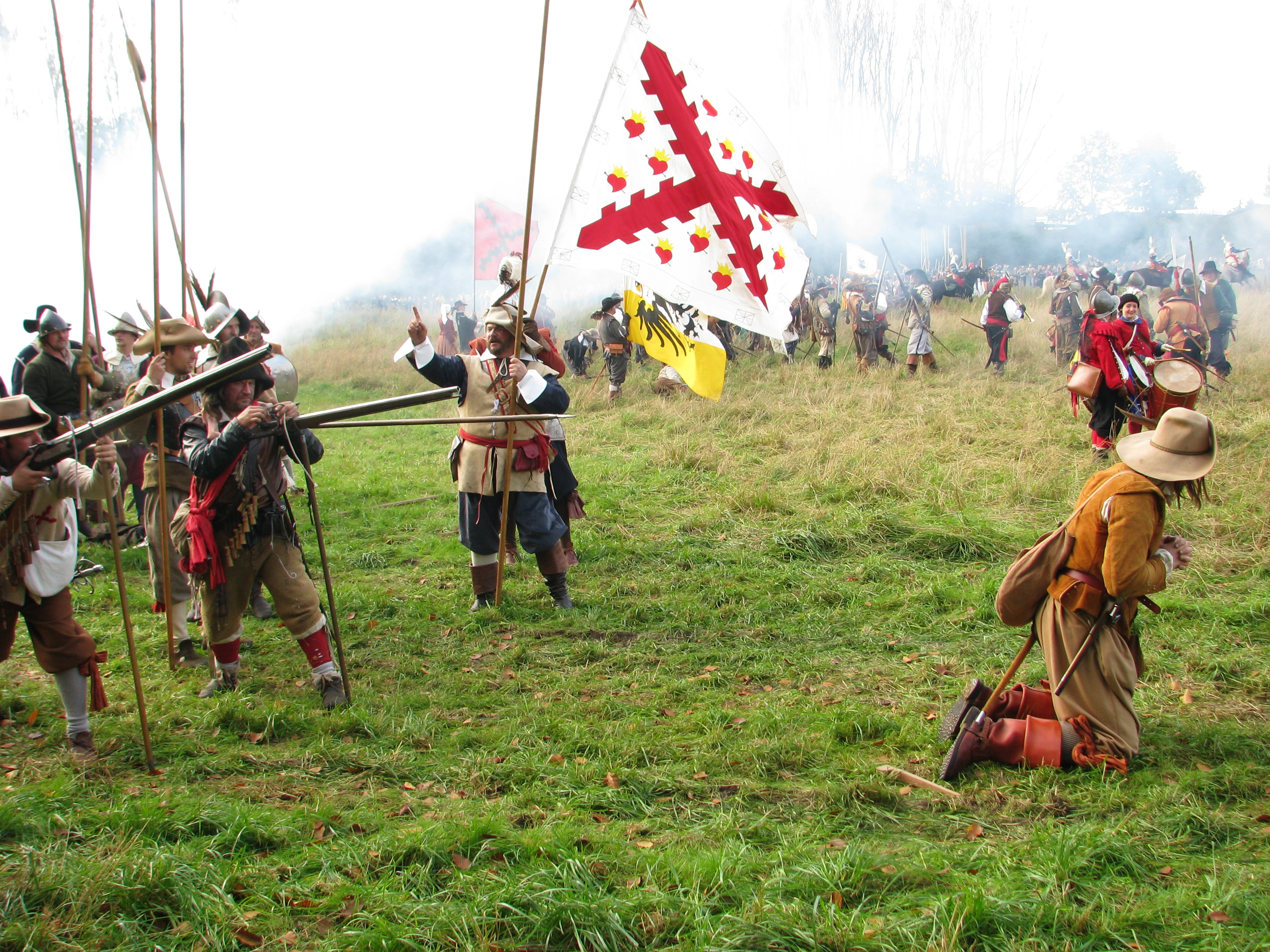
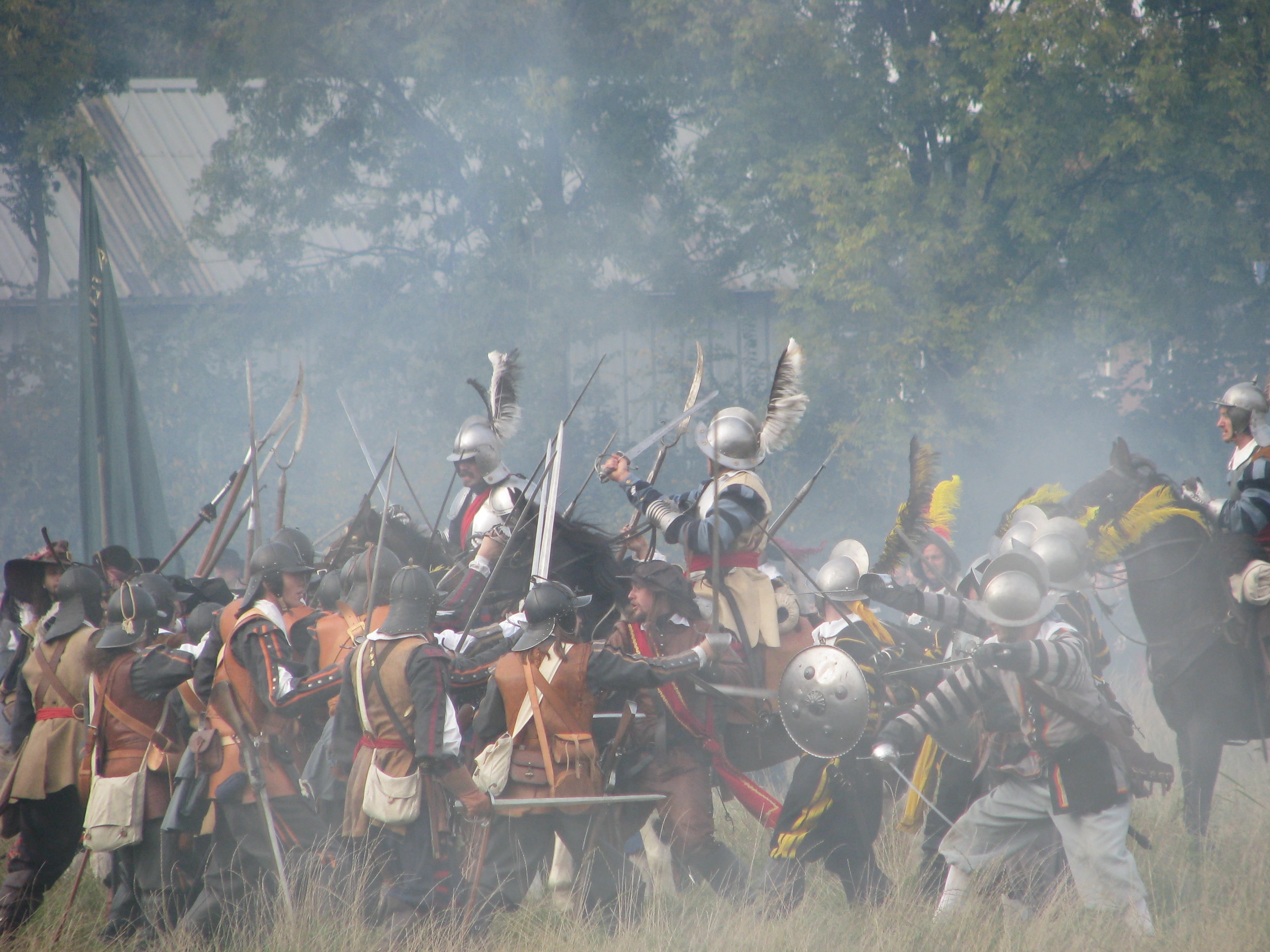
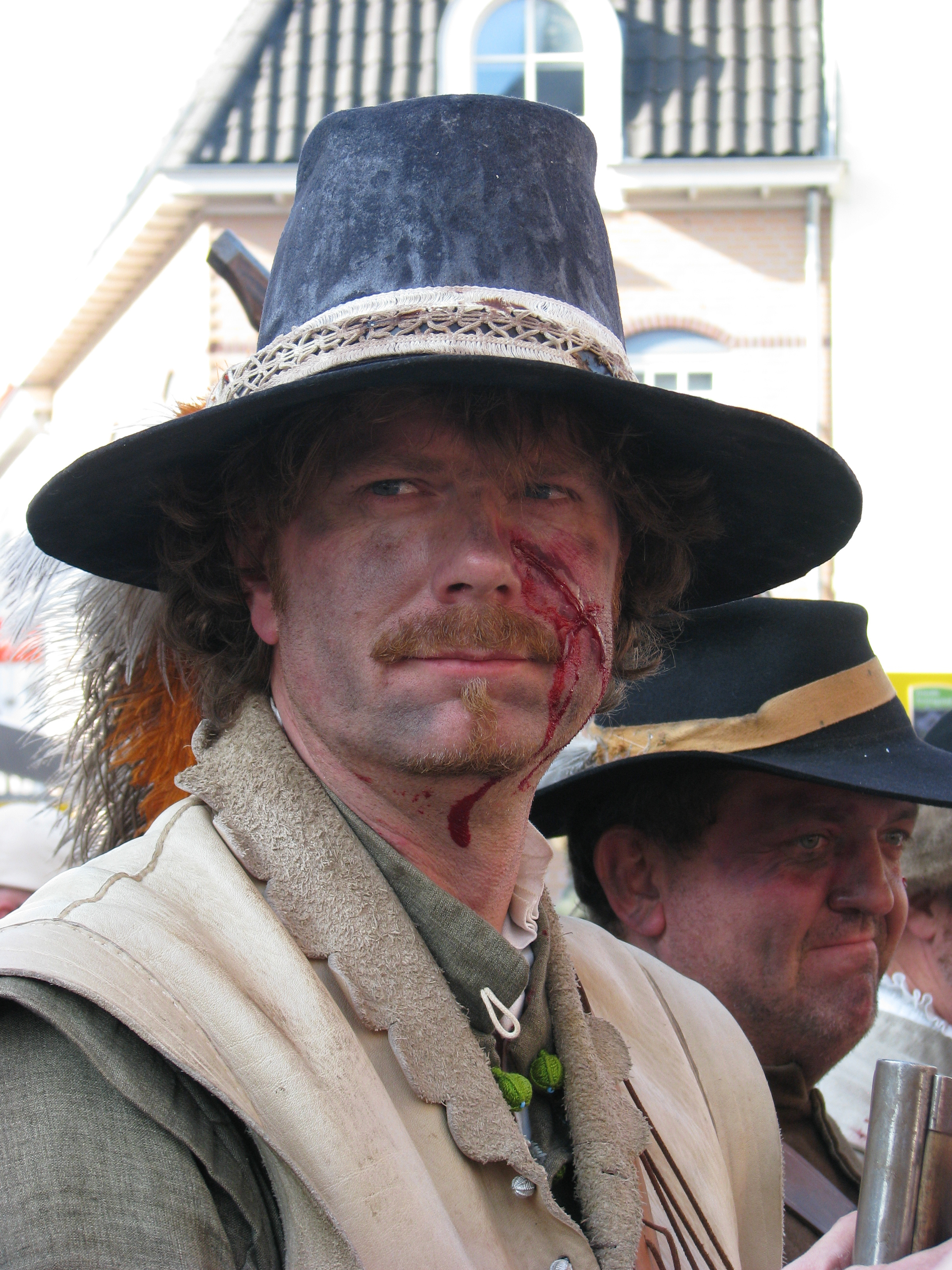
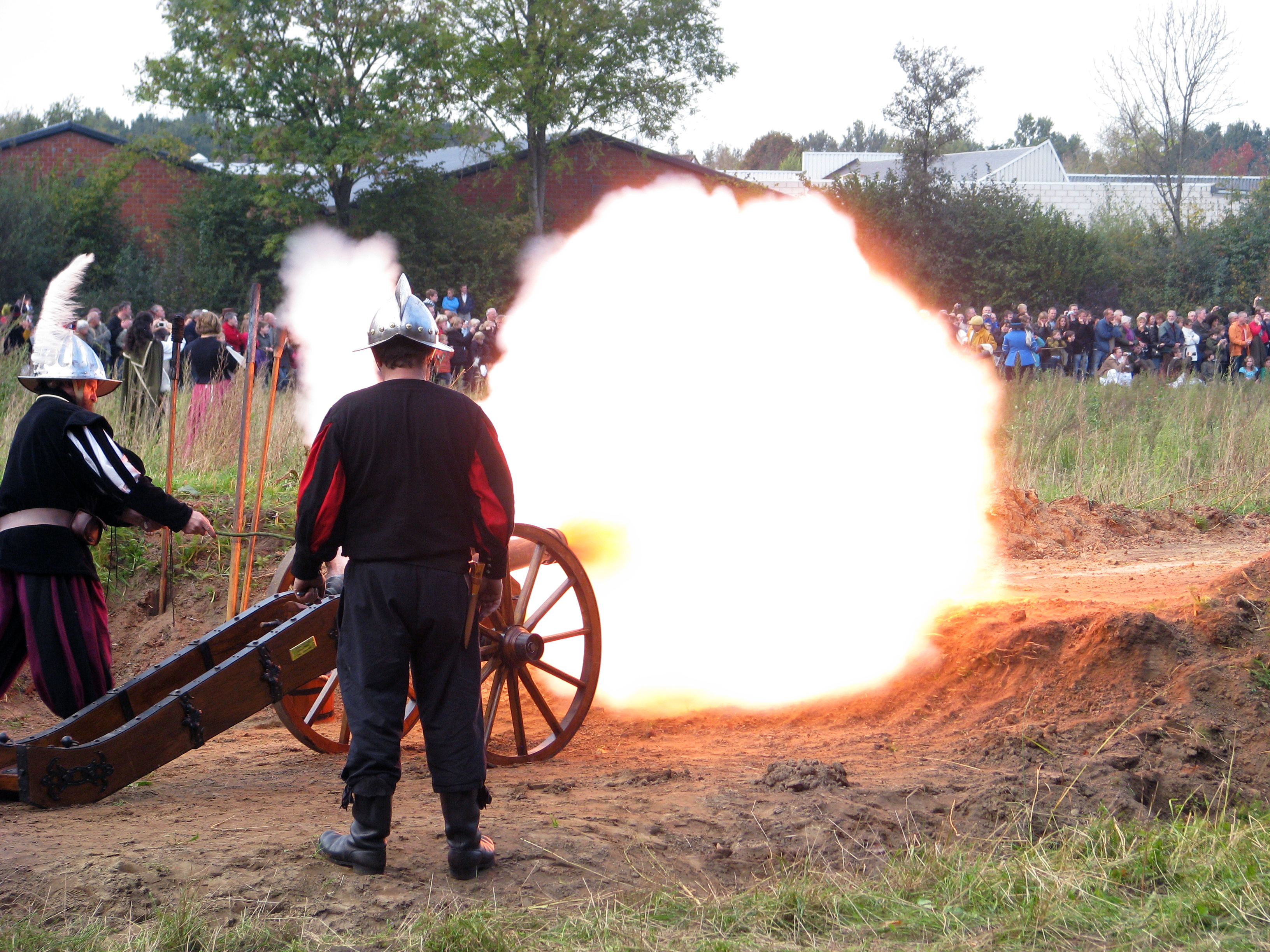
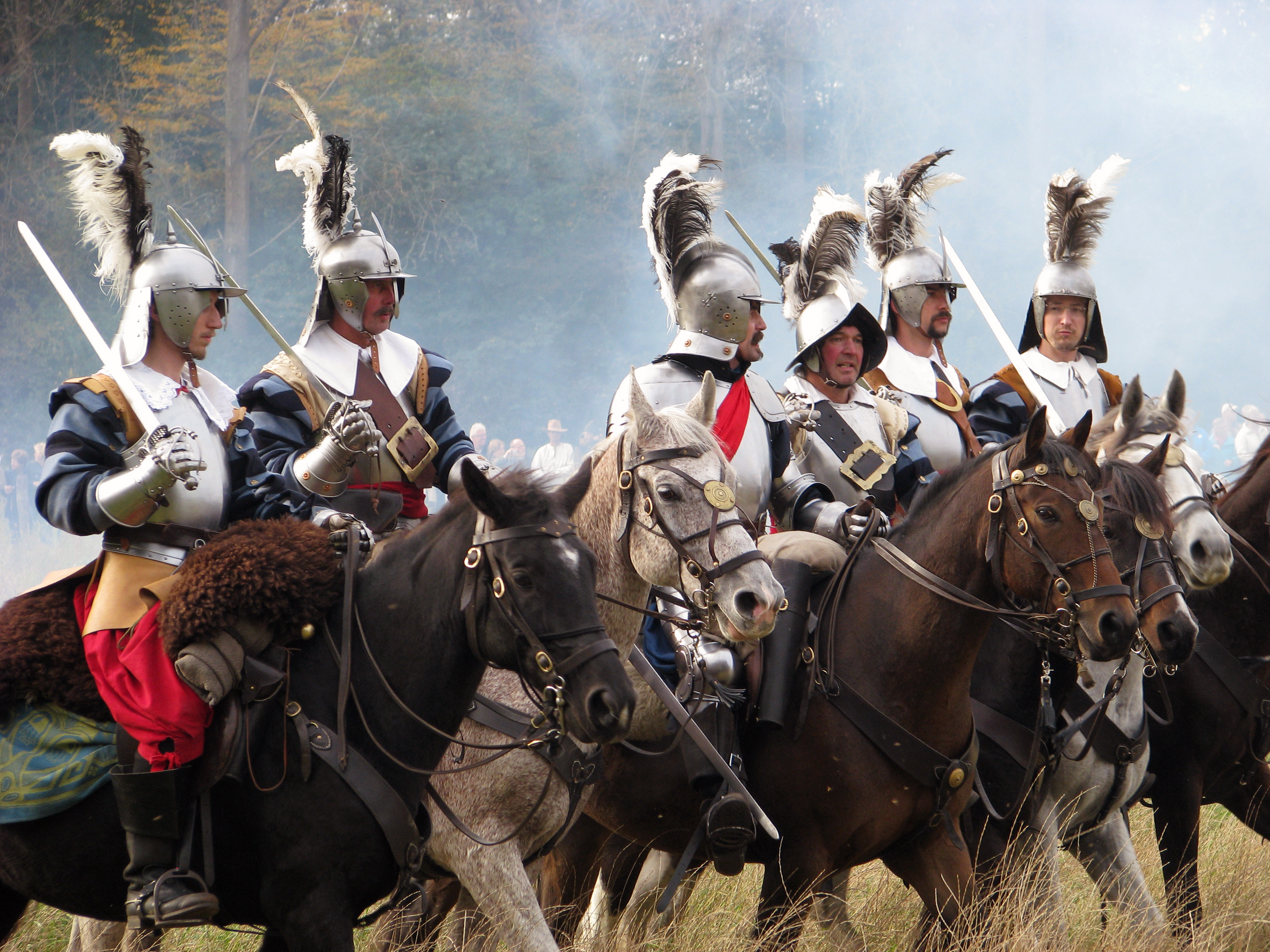